# M10 (САУ)
3-in. Gun Motor Carriage M10 — Самоходная артиллерийская установка для истребления танков (ИТ-САУ) США периода Второй мировой войны, класса истребителей танков, средняя по массе. Эта боевая машина в армии США сокращённо называлась GMC M10 или TD (аббревиатура от Tank Destroyer — «истребитель танков»). У американских солдат M10 также имела неофициальное прозвище «Вульвери́н» (англ. Wolverine — «росомаха», которое они заимствовали от своих британских союзников — поставляемые по ленд-лизу в Великобританию M10 имели там официальное обозначение 3-in. SP, Wolverine).

## История создания
До начала Второй мировой войны американское военное командование серьёзно недооценивало роль танков. В связи с успешным применением танков во время блицкрига в Польше и Франции, вопрос противотанковой борьбы встал для американцев чрезвычайно остро. После недолгих дебатов возобладала точка зрения генерала Макнейра, что борьбу с вражескими танками должны взять на себя специализированные противотанковые подразделения, соответствующим образом оснащённые. Подобная доктрина была удобна тем, что не требовала изменений в структуре, тактике и оснащении уже существующих сухопутных войск. Предполагалось, что противотанковые подразделения будут перебрасываться туда, где они необходимы, и будут создавать мощную противотанковую оборону на танкоопасных направлениях, предотвращая танковые прорывы концентрацией противотанковых средств. Считалось, что такая методика более эффективна против германской стратегии танковых ударов, чем традиционная противотанковая оборона.
Для того, чтобы обеспечить подобный манёвр противотанковыми средствами, нужно было оснащать команды истребителей танков соответствующей их задачам техникой, главными требованиями к которой становились мощное вооружение, способное эффективно бороться со всеми типами вражеских танков, а также высокая стратегическая и тактическая мобильность, позволяющая быстро перебрасывать истребители танков на угрожаемые участки.
Поскольку потребность в истребителях танков была весьма насущной, работы развернулись сразу по нескольким направлениям. Наибольшую мобильность, дешевизну и простоту обеспечивала схема с колёсным или полугусеничным шасси, реализованная в 37-мм GMC M6 и в 75-мм GMC M3, но в этом случае не удавалось установить достаточно мощное орудие, а также обеспечить приемлемую защиту экипажа. Поэтому были сформулированы требования к противотанковым САУ на шасси лёгких и средних танков.
Работы по созданию истребителя танков на шасси среднего танка начались в декабре 1941 года, и первым прототипом стала опытная САУ T24, представлявшая собой зенитное орудие M3, установленное в открытой рубке на шасси среднего танка M3. После постройки нескольких тестовых образцов, в том числе и с зенитным орудием M1918, проект был закрыт в апреле 1942 года, поскольку не удовлетворял требованиям военных в мобильности, и, кроме того, не имел вращающейся башни.
На замену в январе 1942 года пришёл проект T35, представляющий собой установку орудия T12, разработанного для тяжёлого танка M6, на шасси среднего танка M4A2 (с облегчённым бронированием), в башне кругового вращения. Орудие монтировалось в установке, заимствованной от M6, литая башня была открытой в верхней и задней части. Кроме того, по требованиям военных был разработан альтернативный вариант T35E1, получивший новую верхнюю часть корпуса, имеющую наклонное бронирование. Изготовленные образцы также получили новую сварную цилиндрическую башню, также имевшую наклонное бронирование. Крыша башни прикрывала только её переднюю часть.
Так как тесты показали преимущество наклонного бронирования, для стандартизации в качестве истребителя танков M10 был рекомендован прототип T35E1. При стандартизации в июне 1942 года M10 получил новую сварную башню пятиугольной формы. Орудие, стандартизованное как M7, получило новую установку принципиально иной конструкции.

## История производства

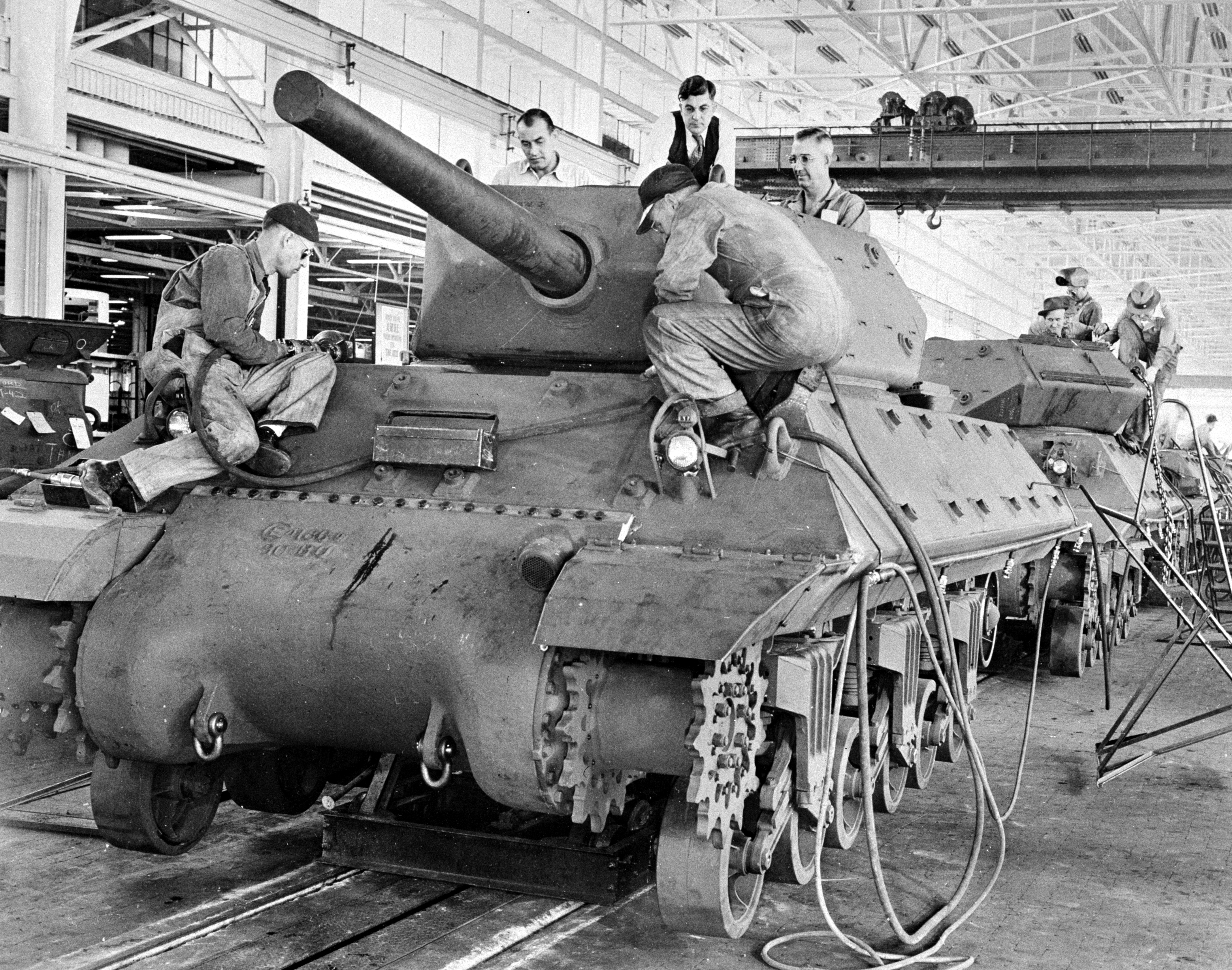
Производство M10 на заводе Fisher Tank Arsenal

Производство M10 началось в сентябре 1942 года на заводе «Fisher Tank Arsenal». Через два месяца, в октябре 1942 года, был заключён договор с Ford Motor Company на производство варианта на шасси танка M4A3, получившего армейское обозначение M10A1. Причиной стала нехватка шасси M4A2, которое использовалось для производства M10.
В процессе производства оба варианта подвергались незначительным модернизациям, связанным, в частности, с проблемой уравновешивания изначально не слишком удачно спроектированной башни. Эта неуравновешенность очень сильно затрудняла развороты башни, в том случае если САУ находилась не на горизонтальной поверхности.
Первоначальным решением стало использование расширителей гусеничных траков в качестве импровизированных противовесов. Расширители подвешивались на заднюю стенку башни на заводских креплениях, которые стали монтировать, начиная с осени 1942 года. Также проблему уравновешивания попытались решить установкой крупнокалиберного пулемёта на задней части башни.
После того, как было выпущено 650 M10 и M10A1 без противовесов, в январе 1943 года башни стали оснащаться сварными заводскими противовесами. Всего таких САУ было выпущено 2850 штук. Это не стало окончательным решением проблемы, потому что противовесы были признаны слишком тяжёлыми.
В результате, в июне 1943 года M10 и M10A1 получили новую удлинённую башню с литыми противовесами улучшенной конструкции, которые были вынесены дальше от центра вращения и облегчены. Всего было выпущено 3200 САУ с новыми башнями.
С декабря 1943 года был внедрён новый дизайн сидений наводчика и командира, походные фиксаторы орудия и башни, был также перенесён неудобно расположенный маховик механизма поворота башни. В мае 1943 по требованию армии САУ получили комплект оборудования для стрельбы с закрытых позиций, состоящий из указателя азимута и угла возвышения орудия.
| Модель      | Производитель       | 1942 | 1942 | 1942 | 1942 | 1942  | 1943 | 1943 | 1943 | 1943 | 1943 | 1943 | 1943 | 1943 | 1943 | 1943 | 1943 | 1943 | 1943  | Итого |
| Модель      | Производитель       | 9    | 10   | 11   | 12   | Всего | 1    | 2    | 3    | 4    | 5    | 6    | 7    | 8    | 9    | 10   | 11   | 12   | Всего | Итого |
| ----------- | ------------------- | ---- | ---- | ---- | ---- | ----- | ---- | ---- | ---- | ---- | ---- | ---- | ---- | ---- | ---- | ---- | ---- | ---- | ----- | ----- |
| М10         | Fisher Tank Arsenal | 105  | 170  | 137  | 199  | 611   | 276  | 340  | 330  | 428  | 416  | 400  | 402  | 465  | 498  | 350  | 237  | 240  | 4382  | 4993  |
| М10А1       | Fisher Tank Arsenal |      |      |      |      |       |      |      |      |      |      |      |      |      | 5    | 150  | 220  |      | 375   | 375   |
| М10А1       | Ford Motor Company  |      | 3    | 18   | 7    | 28    | 56   | 116  | 150  | 133  | 123  | 133  | 124  | 131  | 44   |      |      |      | 1110  | 1138  |
| Шасси М10А1 | Fisher Tank Arsenal |      |      |      |      |       |      |      |      |      |      |      |      |      |      |      | 40   | 260  | 300   | 300   |
| Всего       | Всего               | 105  | 173  | 155  | 206  | 639   | 332  | 456  | 480  | 561  | 539  | 533  | 526  | 596  | 547  | 500  | 497  | 500  | 6067  | 6706  |

В 1944—1945 годах 300 шасси и 1113 М10А1, а также 724 М10 были переделаны в более совершенный истребитель танков M36 Jackson.

## Боевое применение

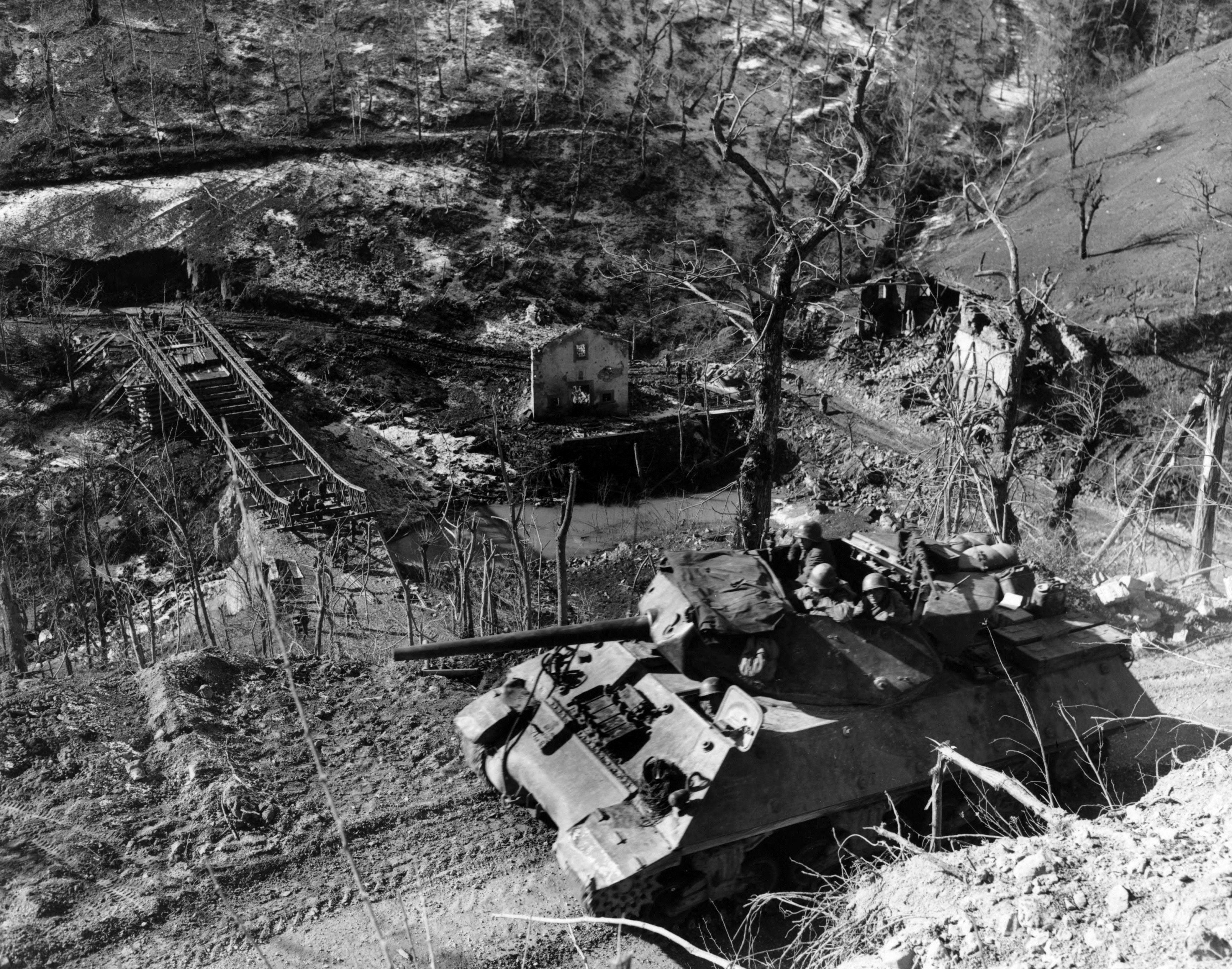
M10 в Италии в 1945 году

Американская доктрина ведения боя предполагала использование истребителей танков для борьбы с вражескими танками, тогда как собственные танки предназначались для поддержки пехоты в бою. M10 была самой многочисленной противотанковой САУ американской армии во Второй мировой войне. Дебют машины в Северной Африке был довольно успешен, поскольку её трёхдюймовая пушка M7 могла без проблем с дальней дистанции поражать броню большинства немецких танков, имевшихся тогда на североафриканском театре военных действий (ТВД). Однако тяжёлое и тихоходное шасси не соответствовало принятой тогда в США доктрине истребителей танков, которая требовала использования в этом качестве очень лёгких и быстрых машин. Поэтому в начале 1944 года M10 в частях стала дополняться более быстрой и более легкобронированной противотанковой САУ M18 Hellcat. В ходе высадки в Нормандии пушка M10 оказалась неэффективной против лобовой брони многочисленных немецких танков «Пантера», поэтому осенью 1944 года она начала замещаться улучшенным вариантом противотанковой САУ M36 Jackson. Однако оставшиеся в строю M10 продолжали использоваться до конца войны. На тихоокеанском ТВД M10 армии США использовались как обычные танки непосредственной поддержки пехоты и были непопулярны среди экипажей в этой роли. Японская тактика борьбы с американской бронетехникой путём использования пехоты с гранатами и прочими противотанковыми средствами в предельно ближнем бою делала открытую сверху M10 гораздо более уязвимой, чем полностью закрытый танк.

### Боевое применение в Великой Отечественной войне

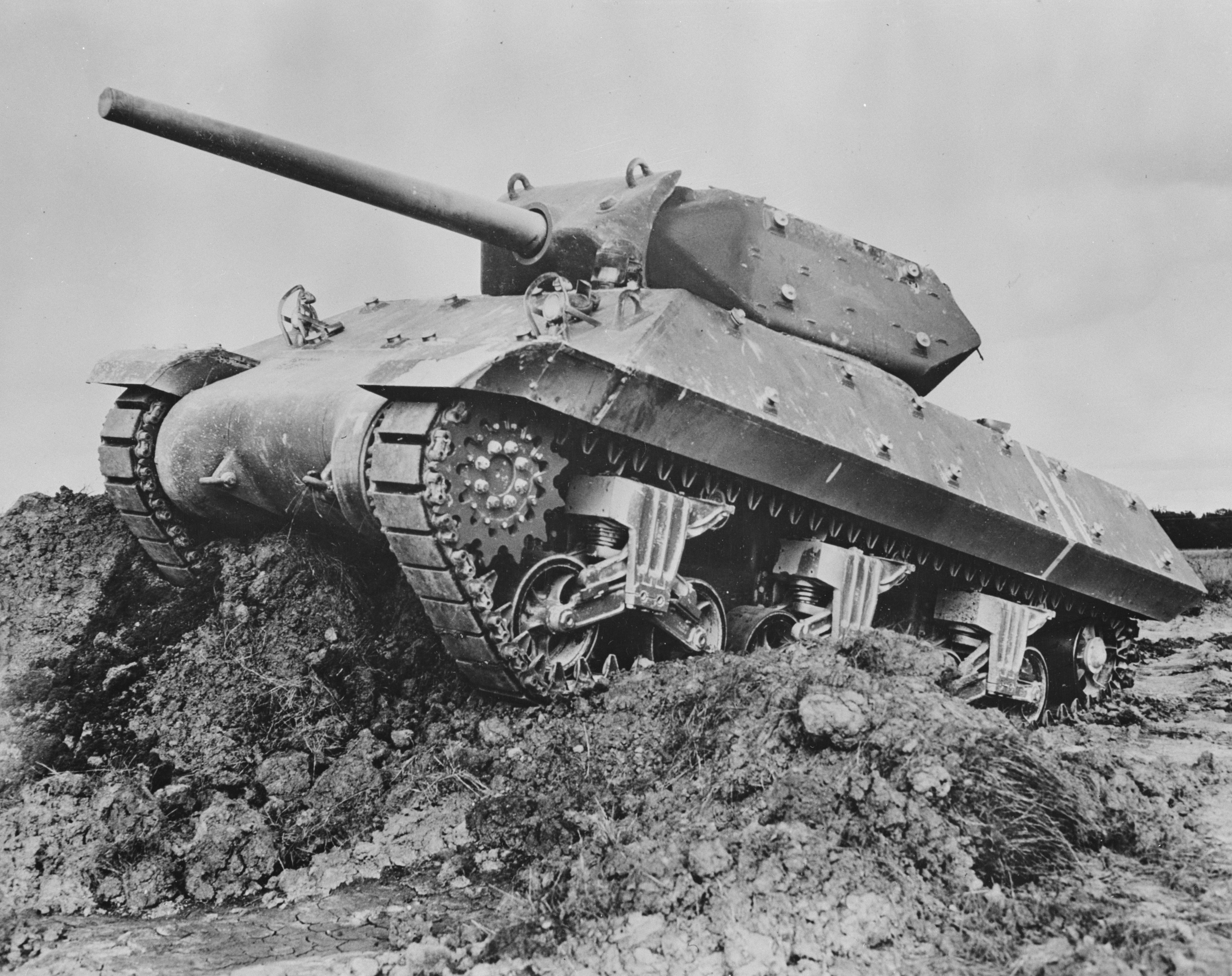
Радист САУ М10 Владимир Петрович Заманский: «… в Белоруссии это было пустое дело, пустое потому, что… эти тяжёлые машины, замечательно устроенные внутри, с хорошими сиденьями, с хорошими, большими радиостанциями, а я начинал как радист, и с очень узкими гусеницами. А что такое такая машина на дорогах в Белоруссии?…»
Небольшое количество M10 было поставлены в СССР по Ленд-лизу. Первые две самоходки прибыли в порт Баку в августе 1943 года. По одной машине было отправлено для испытаний на НИБТП и АНИОП. В январе-феврале 1944 года южным маршрутом прибыли еще 50 САУ. 
Этими машинами были оснащены два самоходно-артиллерийских полка — 1223-й и 1239-й, по 21 М-10 в каждом. 1223-й сап входил в состав 29-го танкового корпуса 5-й гвардейской танковой армии. Участвовал в наступлении 3-го Белорусского фронта под Оршей в июне 1944 года. 1239-й самоходно-артиллерийский полквошел в состав 16-го танкового корпуса 1-го Белорусского фронта. В частности, на М10 механиком-водителем воевал Герой Советского Союза И. И. Финютин.  Также на такой САУ воевал известный актер Владимир Заманский («Проверка на дорогах»).
|          | Поступило | Списано | Наличие |
| -------- | --------- | ------- | ------- |
| 1.7.1944 | 50        |         | 50      |
| 1.1.1945 | 2         | 5       | 47      |
| 1.6.1945 |           | 2       | 45      |

Из 45 машин, числящихся на 1.6.1945 года, 14 были во фронтовых частях, 7 в военных округах и 24 на ремзаводах.

### Западный фронт
Этими машинами также комплектовались части «Свободной Франции», одна M10 под названием «Сирокко», управляемая французскими моряками, прославилась тем, что подбила немецкую «Пантеру» прямо на площади Согласия в Париже. В Великобритании M10 обозначались как 3-in. SP, Wolverine и сражались в Италии и Франции. Некоторое количество машин было перевооружено на гораздо более эффективную 17-фунтовую противотанковую пушку и получило обозначение 17-pdr. SP. Achilles.
Открытая сверху башня M10 делала машину уязвимой для артиллерийского и миномётного огня, а также для пехотных атак, особенно в городских боях и в лесу, когда простая ручная граната могла быть легко заброшена внутрь машины. К концу войны бронирование M10 уже стало недостаточным против новых немецких танковых и противотанковых пушек. Однако самым большим недостатком M10 была крайне низкая скорость поворота башни ввиду отсутствия какой-либо механизации этого процесса. Башня поворачивалась только вручную, и на совершение ею полного оборота требовалось около двух минут. Кроме того, вопреки писаной доктрине применения, американские истребители танков израсходовали больше осколочно-фугасных снарядов, чем бронебойных, что показывает полный крах этой доктрины — машины в основном использовались в роли танков, которые они должны были бы на бумаге поддерживать.

## Модификации
- 3-in. Gun Motor Carriage T35 (прототип) — ходовая часть от ранних средних танков M4A2 «Шерман».
- 3-in. Gun Motor Carriage T35E1 / 3-in. GMC M10 (3-in. SP, Wolverine) — с дизельным двигателем (около 5000 шт.).
- 3-in. GMC M10A1 — с карбюраторным двигателем Ford GAA (около 1700 шт.).
- 17-pdr. SP. Achilles — 3-in. GMC M10, вооружённая 17-фунтовой пушкой Mk V, такой же как на танке Шерман Файрфлай и других британских машинах. Этот вариант внешне можно идентифицировать по дульному тормозу на орудии и большему противовесу сзади башни.
  - Перевооружённые дизельные M10 стали 17-pdr. SP. Achilles IC.
  - Перевооружённые карбюраторные M10A1 стали 17-pdr. SP. Achilles IIC.
- Full-Track Prime Mover M35 — безбашенный тягач M10A1 для буксируемых тяжёлых орудий.

## Краткое описание
M10 базировалась на шасси среднего танка M4A2 (модификация M10A1 — на шасси M4A3) со специальной открытой сверху башней, где была установлена пушка M3 калибром 3 дюйма (76,2 мм). Как и у танков башня могла вращаться на 360 градусов, что делало самоходку довольно эффективной. Для поражения бронецелей применялся ординарный (калиберный, без баллистического наконечника, в западной терминологии AP) бронебойный снаряд M79, который мог пробить 3 дюйма (76 мм) брони при угле встречи 30° относительно нормали на расстоянии 1000 ярдов (900 м). Полный боекомплект орудия в машине составляли 54 снаряда. На корме башни устанавливался большой противовес, который придавал башне характерный и легко распознаваемый силуэт.
Для обороны в ближнем бою и отражения атак с воздуха на корме башни устанавливался 12,7-мм пулемёт M2 «Браунинг». Боекомплект пулемёта составлял 300 патронов. Экипаж также имел своё личное оружие для самозащиты.

### Вооружение

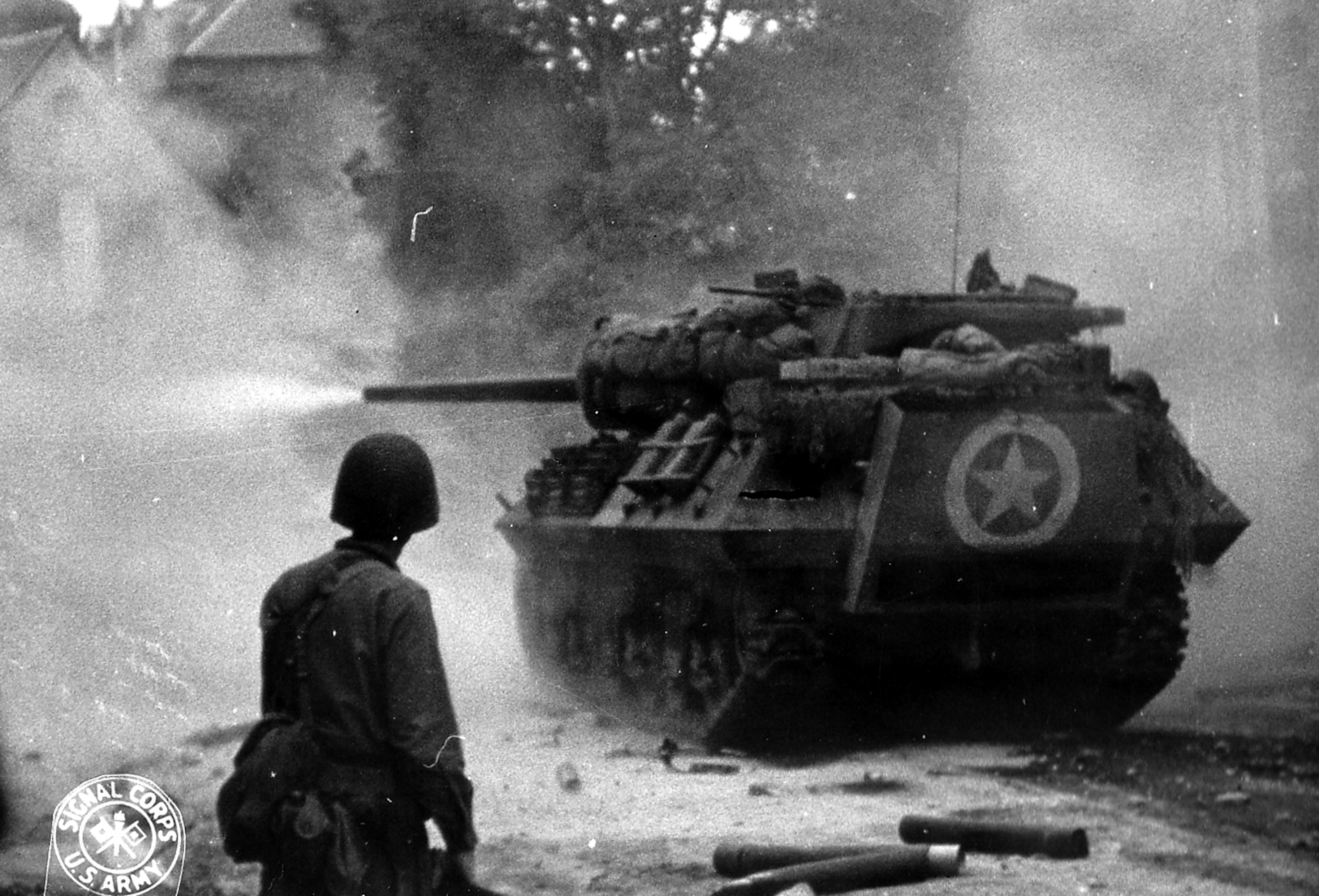

| Боеприпасы пушки M7                                                 |                           |                    |                   |             |                       |                        |
| Тип снаряда                                                         | Марка                     | Масса выстрела, кг | Масса снаряда, кг | Масса ВВ, г | Дульная скорость, м/с | Дальность табличная, м |
| Бронебойные снаряды                                                 |                           |                    |                   |             |                       |                        |
| бронебойный с защитным и баллистическим наконечниками, трассирующий | APCBC/HE-T M62 Projectile | 12,34              | 6,99              | ?           | 793                   | 14 600                 |
| бронебойный подкалиберный                                           | APCR-T M93 Shot           | 9,41               | 4,26              | —           | 1037                  | 11 900                 |
| бронебойный сплошной, трассирующий                                  | AP-T M79 Shot             | 12,03              | 6,80              | —           | 793                   | 11 600                 |
| Осколочно-фугасные снаряды                                          |                           |                    |                   |             |                       |                        |
| осколочно-фугасный                                                  | HE-T M42A1 Shell          | 11,28              | 5,83              | ?           | 854                   | 13 400                 |
| Дымовые снаряды                                                     |                           |                    |                   |             |                       |                        |
| дымовой                                                             | HC B1 M88 Shell           | 6,98               | 3,34              | ?           | 275                   | ок. 1800               |

| Таблица бронепробиваемости для M7 |     |     |      |      |
| Снаряд \ Расстояние, м | 457 | 914 | 1371 | 1828 |
| угол встречи 30°, гомогенная броня |     |     |      |      |
| M62 Projectile | 93  | 88  | 82   | 75   |
| M93 Shot | 157 | 135 | 116  | 98   |
| M79 Shot | 109 | 92  | 76   | 64   |
| Следует помнить, что в разное время и в разных странах использовались различные методики определения бронепробиваемости. Как следствие, прямое сравнение с аналогичными данными других орудий часто оказывается невозможным. |     |     |      |      |

## Интересные факты
- Послевоенная американская кинозвезда Оди Мерфи был удостоен Медали Почёта за проявленную доблесть в бою, когда он использовал пулемёт подбитой и сгоревшей M10 для отражения атак многочисленной вражеской пехоты и не оставил огневую позицию, несмотря на несколько попаданий в корпус этой самоходки.

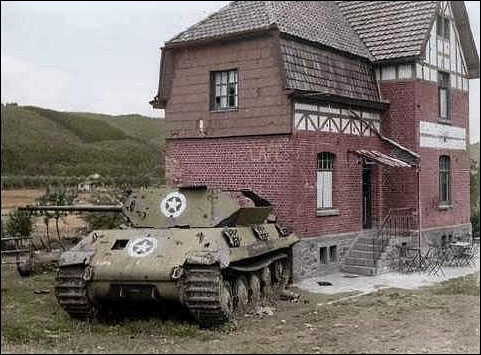
«Пантера» замаскированa под «росомаху» M10.

- При подготовке Арденнской операции немцы использовали несколько «Пантер» 150-й танковой бригады, назначением которой было осуществление боевых и диверсионных действий в тылу союзников, замаскировав их под «росомаху» M10. 21 февраля 1945 года замаскированные «Пантеры» встретились с частями 120-го американского пехотного полка. Одна машина была уничтожена, три были оставлены экипажами и попали в руки американцев.
- В составе экипажа одной из поставленных в Советский Союз по ленд-лизу М10 воевал актер Владимир Заманский. В июне 1944 года радистом 1223-го самоходно-артиллерийского полка, входившего в 29-й танковый корпус, 5-й гвардейской танковой армии, Заманский участвовал в наступлении 3-го Белорусского фронта под Оршей. В ходе боёв машина Заманского была подбита и загорелась. Несмотря на тяжёлое ранение в голову, Заманский спас из горящей самоходки раненного командира. 2 февраля 1945 года самоходка Заманского уничтожила в бою 50 немецких солдат, подбила вражеский танк T-IV, две повозки с боеприпасами, после чего экипаж машины захватил и удерживал важный перекрёсток дорог.
- М10, управляемая французскими моряками, уничтожила «Пантеру» на площади Согласия в Париже.